# Organização Europeia e Mediterrânica para a Proteção das Plantas
A Organização Europeia e Mediterrânica para a Proteção das Plantas (em inglês: European and Mediterranean Plant Protection Organization, EPPO) é uma organização intergovernamental responsável pela cooperação europeia na proteção vegetal na região europeia e mediterrânica. Sob a Convenção Internacional de Proteção das Plantas, é a Organização Regional de Proteção das Plantas (RPPO) para a Europa e tem a sua sede em Paris.
Fundada em 1951, a organização cresceu até aos atuais 52 membros.

## Membros da EPPO (2020)
| Albânia Alemanha Argélia Áustria Azerbaijão Bélgica Bielorrússia Bósnia e Herzegovina Bulgária Cazaquistão Chéquia Chipre Croácia Dinamarca Eslováquia Eslovénia Espanha Estónia | Finlândia França Geórgia Grécia Guernsey Hungria Irlanda Israel Itália Jersey Jordânia Letónia Lituânia Luxemburgo Macedónia do Norte Malta Marrocos Moldávia | Noruega Países Baixos Polônia Portugal Quirguistão Reino Unido Roménia Rússia Sérvia Suécia Suíça Tunísia Turquia Ucrânia Uzbequistão |